# 13번째 앨리
《13번째 앨리》(The 13th Alley)는 미국에서 제작된 밥 홉킨스 감독의 2008년 인디 공포 영화이다. 로버트 캐러딘 등이 주연으로 출연하였고 밥 홉킨스 등이 제작에 참여하였다.
이 영화는 2008년 포틀랜드 언더그라운드 영화제에서 2008년 6월 13일 초연되었다.
이 영화는 2009년 12월 10일 이 영화의 웹사이트를 통해 DVD로 자체 출시되었다.

## 출연

### 주연
- 로버트 캐러딘
- 랜디 웨인

### 조연
- 밥 홉킨스
- 아멜리아 잭슨-그레이
- 쉐인 라마스

## 기타
- 세트: 스티브 데이비스
- 배역: 마이크 위너